# Luis Sinisterra
Luis Fernando Sinisterra Lucumí (* 17. června 1999 Santander de Quilichao) je kolumbijský profesionální fotbalista, který hraje na pozici křídelníka či útočníka za anglický klub AFC Bournemouth, kde je na hostování z Leedsu United, a za kolumbijský národní tým.

## Klubová kariéra

### Feyenoord
Dne 8. července 2018 přestoupil Sinisterra do nizozemského Feyenoordu za částku okolo 2 miliony euro z kolumbijského klubu Once Caldas. V klubu podepsal tříletý kontrakt. V klubu debutoval 12. srpna, když v 80. minutě ligového zápasu proti De Graafschap vystřídal Jense Toornstru. V sezóně 2018/19 nastoupil ještě do dalších 4 ligová utkání.
Svůj první gól v dresu Feyenoordu vstřelil 8. srpna 2019, když se prosadil v zápase třetího předkola Evropské ligy proti gruzínskému klubu Dinamo Tbilisi. V nizozemské Eredivisie vstřelil první gól 29. září při výhře 5:1 nad FC Twente.
Dne 12. listopadu 2020 podepsal novou smlouvu s Feyenoordem do roku 2023.
Dne 19. srpna 2021 zaznamenal Sinisterra hattrick v prvním předkole Evropské Konferenční ligy proti švédskému klubu IF Elfsborg.

### Leeds United
Dne 7. července 2022 přestoupil do anglického Leedsu United, který měl Feyenoordu podle nepotvrzených zpráv zaplatit 25 milionů eur, čímž by se Sinisterra stal nejdražším prodejem rotterdamského klubu. Kolumbijec uzavřel smlouvu na pět let.

## Reprezentační kariéra
Dne 15. října 2019 Sinisterra debutoval v kolumbijské reprezentace v přátelském zápase proti Alžírsku (prohra Kolumbie 0:3).

## Statistiky

### Klubová
K 13. březnu 2022
| Klub        | Sezóna  | Liga                | Liga   | Liga | Pohár  | Pohár | Evropské poháry | Evropské poháry | Ostatní | Ostatní | Celkem | Celkem |
| Klub        | Sezóna  | Liga                | Zápasy | Góly | Zápasy | Góly  | Zápasy          | Góly            | Zápasy  | Góly    | Zápasy | Góly   |
| ----------- | ------- | ------------------- | ------ | ---- | ------ | ----- | --------------- | --------------- | ------- | ------- | ------ | ------ |
| Once Caldas | 2016    | Categoría Primera A | 2      | 0    | 0      | 0     | –               | –               | –       | –       | 2      | 0      |
| Once Caldas | 2017    | Categoría Primera A | 22     | 1    | 4      | 1     | –               | –               | –       | –       | 26     | 2      |
| Once Caldas | 2018    | Categoría Primera A | 19     | 4    | 0      | 0     | –               | –               | –       | –       | 19     | 4      |
| Once Caldas | Celkem  | Celkem              | 43     | 5    | 4      | 1     | –               | –               | –       | –       | 47     | 6      |
| Feyenoord   | 2018/19 | Eredivisie          | 5      | 0    | 2      | 0     | 0               | 0               | –       | –       | 7      | 0      |
| Feyenoord   | 2019/20 | Eredivisie          | 21     | 5    | 3      | 0     | 8               | 2               | –       | –       | 32     | 7      |
| Feyenoord   | 2020/21 | Eredivisie          | 20     | 3    | 2      | 1     | 1               | 0               | 2       | 1       | 25     | 5      |
| Feyenoord   | 2021/22 | Eredivisie          | 23     | 9    | 1      | 0     | 12              | 8               | –       | –       | 36     | 17     |
| Feyenoord   | Celkem  | Celkem              | 69     | 17   | 8      | 1     | 21              | 10              | 2       | 1       | 100    | 29     |
| Celkem      | Celkem  | Celkem              | 112    | 22   | 12     | 2     | 21              | 10              | 2       | 1       | 147    | 35     |